# Рогодзьоб пурпуровий
Рогодзьоб пурпуровий (Eurylaimus javanicus) — вид горобцеподібних птахів родини рогодзьобових (Eurylaimidae).

## Поширення
Вид поширений в Південно-Східній Азії. Трапляється на півдні М'янми, в Таїланді, Камбоджі, В'єтнамі та Лаосі, на Малайському півострові, Суматрі, Яві та Калімантані. Птах мешкає у тропічних дощових лісах. Трапляється також у садах і парках.

## Опис
Птах завдовжки 20-23 см. Тіло кремезне, голова округла та велика з великими очима, з плоским та широким дзьобом, ледь зігнутим на кінці. Голова, спина, груди, черево, боки коричневого кольору. Задня частина черева блідо-помаранчевого забарвлення. Груди фіолетового відтінку. Горло та груди розділяє чорна смуга. Крила та хвіст чорні з окремими жовтими пір'їнами. Дзьоб блакитний з чорними краями.

## Спосіб життя
Живе під густим пологом дощових лісів. Трапляється поодинці або парами. Живиться комахами та іншими безхребетними, рідше дрібними хребетними, ягодами та фруктами. Гніздо грушоподібної форми підвішує на гілці дерева. У гнізді 3-4 яйця. Інкубація триває 2,5 тижні. Ще через три тижні пташенята стають самостійними.